# 广通河
广通河，位于中华人民共和国甘肃省西南部的一条河流，为洮河左岸支流，源流称羊毛沟，发源于和政县东南太子山北麓，向西北流过大石岭山西麓后又称小峡河，向北流经松鸣岩景区、松鸣镇后又称大南岔河，继续向北经达浪乡，于县城城关镇以东左纳新营河、小南岔河后干流始称“广通河”，干流于三合镇以南转东北流，经广河县买家巷镇、阿力麻土东乡族乡、县城城关镇、祁家集镇、三甲集镇等地，于三甲集镇东北广河开发区（临园）汇入洮河。河长88.5千米，流域面积1573平方千米，年均径流量3.3亿立方米。广通河是和政和广河两县工农业生产及城乡生活用水的主要水源，两岸川台塬地土地肥沃，耕作条件优良。下游的三甲集镇，每逢阴历一、四、七为集日，是甘肃著名的农村集贸市场，被誉为“西北第一集”，尤以毛皮贸易最为繁盛。